# Bucketheadland
Albums de Buckethead
Bucketheadland Blueprints
(1991) Giant Robot
(1994)
Bucketheadland est le 1er album studio de Buckethead, sorti le 5 février 1992. L'album fut publié par la compagnie japonaise de disque de John Zorn, Avant. De plus, il contient plusieurs extraits audio de l'émission télévisée japonaise des années 1960 « Giant Robo » (sic). Le concept de l'album est qu'il s'agit d'une visite guidée de la construction du parc d'amusement fictif et imaginaire de Buckethead, nommé Bucketheadland. De ce fait, l'album est divisé en plusieurs sections, chacune représentant une aire différente du site.

## Disque #1
- Intro (3:21)

| No | Titre      | Musique    | Durée |
| -- | ---------- | ---------- | ----- |
| 1. | Park Theme | Buckethead | 3:21  |

- Giant Robot (9:17)

| No | Titre                      | Musique         | Durée |
| -- | -------------------------- | --------------- | ----- |
| 2. | Interlude                  | Buckethead      | 0:27  |
| 3. | Giant Robot Theme          | Takeo Yamashita | 4:16  |
| 4. | Enter Guillatine           | Buckethead      | 0:32  |
| 5. | Giant Robot Vs. Guillatine |                 | 4:02  |

- Bucketbots Jig (3:19)

| No | Titre                     | Musique    | Durée |
| -- | ------------------------- | ---------- | ----- |
| 6. | Bucketbots Jig            | Buckethead | 0:28  |
| 7. | Enter Slipdisc            | Buckethead | 1:53  |
| 8. | Bansheebot Vs. Buckethead | Buckethead | 0:58  |

- Slaughter Zone (23:25)

| No  | Titre                   | Musique    | Durée |
| --- | ----------------------- | ---------- | ----- |
| 9.  | The Haunted Farm        | Buckethead | 2:42  |
| 10. | Hook & Pole Gang        | Buckethead | 1:07  |
| 11. | Cattle Prod             | Buckethead | 0:40  |
| 12. | Phantom Monk            | Buckethead | 1:45  |
| 13. | The Rack                | Buckethead | 0:29  |
| 14. | Nosin'                  | Buckethead | 1:21  |
| 15. | Gorey Head Stump        | Buckethead | 1:32  |
| 16. | Sterling Scapula        | Buckethead | 0:48  |
| 17. | Skid's Looking Where    | Buckethead | 1:08  |
| 18. | Steel Wedge             | Buckethead | 1:22  |
| 19. | Wonka in Slaughter Zone | Buckethead | 1:30  |
| 20. | Nosin' Part 2           | Buckethead | 0:40  |
| 21. | Diabolical Minds        | Buckethead | 1:32  |
| 22. | Alice in Slaughterland  | Buckethead | 1:16  |
| 23. | Bleeding Walls          | Buckethead | 0:21  |
| 24. | Buddy on a Slab         | Buckethead | 1:12  |
| 25. | Buddy in the Graveyard  | Buckethead | 1:02  |
| 26. | Oh Jeez...              | Buckethead | 1:21  |
| 27. | Funeral Time            | Buckethead | 1:39  |

- Computer Master (8:16)

| No  | Titre           | Musique    | Durée |
| --- | --------------- | ---------- | ----- |
| 28. | Computer Master | Buckethead | 8:16  |

- Virtual Reality (3:35)

| No  | Titre  | Musique        | Durée |
| --- | ------ | -------------- | ----- |
| 29. | Part 1 | Bootsy Collins | 2:01  |
| 30. | Part 2 | Bootsy Collins | 1:34  |

- Home Run Derby (5:18)

| No  | Titre      | Musique    | Durée |
| --- | ---------- | ---------- | ----- |
| 31. | Interlude  | Buckethead | 0:33  |
| 32. | Main Theme | Buckethead | 4:45  |

- I Love My Parents (1:38)

| No  | Titre             | Musique    | Durée |
| --- | ----------------- | ---------- | ----- |
| 33. | I Love My Parents | Buckethead | 1:38  |

## Disque #2
| No | Titre                | Musique         | Durée |
| -- | -------------------- | --------------- | ----- |
| 1. | Park Theme Extension | Buckethead      | 5:43  |
| 2. | Guillatine Battle    | Buckethead      | 0:52  |
| 3. | Giant Robot Theme    | Takeo Yamashita | 1:45  |
| 4. | Robot Dance          | Bootsy Collins  | 1:02  |
| 5. | Virtual Reality      | Bootsy Collins  | 3:04  |
| 6. | Bansheebot Bop       | Buckethead      | 1:02  |
| 7. | Baseball Buddy       | Buckethead      | 3:17  |